# ديسموند هارينغتون
ديسموند هارينغتون (بالإنجليزية: Desmond Harrington)‏ مواليد 19 أكتوبر 1976 في سافانا، جورجيا، الولايات المتحدة، هو ممثل أمريكي بدأ مسيرته الفنية عام 1999..درس لمدة 12 عاما في المدارس الكاثوليكية ثم التحق بكلية مانهاتن لمدة 6 أسابيع فقط قبل أن يتركها. ولذلك عمل في أعمال بسيطة منها عامل تنسيق الحدائق وفي شركة وساطة مالية، وأخيرا نادل في مانهاتن حتى نصحه عامل معه أن يتلقى دروسا في التمثيل. فظهر في مسرحيات وديزموند الكوميدية ثم اتجه للسينما. الا انه اشتهر عام 2003 عندما قام ببطولة في فيلم لفة خاطئة

## الأعمال
| سنة  | أعمال          | نوع   | الدور/الوظيفة |
| ---- | -------------- | ----- | ------------- |
| 2018 | أولي ج6        | مسلسل |               |
| 2016 | شيطانة النيون  | فيلم  | جاك           |
| 2009 | لا لأنك        | فيلم  | سام           |
| 2006 | دكستر          | مسلسل | جوي كوين      |
| 2003 | المنعطف الخاطئ | فيلم  | كريس          |
| 2002 | السفينة الشبح  | فيلم  | فيرمان        |

## وصلات خارجية
- ديسموند هارينغتون على موقع IMDb (الإنجليزية)
- ديسموند هارينغتون على موقع روتن توميتوز (الإنجليزية)
- ديسموند هارينغتون على موقع ألو سيني (الفرنسية)
- ديسموند هارينغتون على موقع أول موفي (الإنجليزية)
- ديسموند هارينغتون على موقع قاعدة بيانات الأفلام السويدية (السويدية)
- ديسموند هارينغتون على موقع إن إن دي بي (الإنجليزية)
- ديسموند هارينغتون على موقع قاعدة بيانات الفيلم (الإنجليزية)
- ديسموند هارينغتون على موقع كينوبويسك (الروسية)
- Harrington Daily